# SN 1962J
SN 1962J – supernowa typu Ia odkryta 28 sierpnia 1962 roku w galaktyce NGC 6835. W momencie odkrycia miała maksymalną jasność 12,80m.